# Калвене (станция)
Ка́лвене (латыш. Kalvene) — железнодорожная станция в Латвии (Южно-Курземский край, Калвенская волость), на линии Елгава — Лиепая. Находится в 2 км на северо-запад от волостного центра — села Калвене.

## История
Станция Калвене открыта 25 сентября 1929 года, с открытием линии Елгава — Лиепая. Пассажирское здание, которое спроектировал архитектор Я. Шарловс, построено в 1932 году.
С 15 августа 2001 года станция закрыта для пассажирского движения.